# Heimat, fremde Heimat
Heimat, fremde Heimat ist ein wöchentliches Magazin des österreichischen Fernsehens. Es wird von der ORF-Minderheitenredaktion produziert und seit dem 1. April 1989 am Sonntag und am Dienstag ausgestrahlt. Seit April 2015 steht die Sendung auch im Teletext-Gehörlosenservice mit Untertiteln zur Verfügung. Die Sendung behandelt insbesondere die ethnische Vielfalt in Österreich und wendet sich vor allem an die autochthonen Volksgruppen der Burgenlandkroaten, der Kärntner Slowenen, der Ungarn, der Tschechen, der Slowaken und der Burgenlandroma in Österreich.
Die Sendung wird abwechselnd von Ajda Sticker und Marin Berlakovich moderiert.